# Institut des hautes études cinématographiques
L'Institut des hautes études cinématographiques (IDHEC) fou una escola de cinema francesa, amb seu a París, activa entre 1943 i 1986. Va ser fundada per Marcel L'Herbier durant la Segona Guerra Mundial. Del 1944 al 1988, l'IDHEC va realitzar 41 promocions i va formar 1.439 professionals del cinema, 873 francesos i 566 estrangers. Es va integrar a La Fémis el 1988.
L'IDHEC impartia formació especialitzada durant tres anys: un primer any de preparació per a l'examen d'accés dirigit per Henri Agel al Lycée Voltaire, i posteriorment dos anys a l'Institut. Després del Maig del 68 i l'abolició de l'any preparatori: un primer any a l'Institut comú a totes les seccions i dos anys d'especialització. Georges Sadoul i Noël Burch en foren docents.
Alguns exalumnes notables són Alain Resnais, Claude Sautet, Pierre Tchernia, René Vautier, Jean Dewever, Louis Malle, Volker Schlöndorff, Jean-Christophe Averty, Serge Bourguignon, Robert Enrico, Ruy Guerra, Jean Herman, Costa-Gavras, Johan Van der Keuken, Andrzej Żuławski, Yves Boisset, António da Cunha Telles, Peter Fleischmann, François Weyergans, Theo Angelopoulos, Jean-Jacques Annaud, Felipe Cazals, Alain Corneau, Paul Leduc, Patrice Leconte, Claire Denis, François Dupeyron, Radu Mihaileanu, Laurent Cantet, Dai Sijie, Rithy Panh, Pierre Gamet, Pierre Tchernia, Jean Vautrin, Dai Sijie i Jean-Pierre Gredy, entre d'altres.